# 湖南经视
湖南广播电视台经视頻道，简称湖南经视，是湖南廣播電視台旗下的一条电视频道。前身為湖南經濟電視台，是湖南省兩個具有競爭力的電視公司之一（另一家為湖南廣播電視台）。湖南經視创立于1995年，2002年在湖南省全省電視改革中被併入湖南廣播電視台，成為湖南廣電集團旗下電視頻道。
在中国电视改革、电视剧拍摄出品、综艺节目创新、大事件直播等方面，經視都扮演著重要的角色。從20世紀90年代開始，湖南經視通過與台灣作家瓊瑤合作，開拍了《六個夢》系列、《还珠格格》等熱門電視劇，成為中國大陸早期有能力自製電視劇的電視台之一。

## 歷史沿革

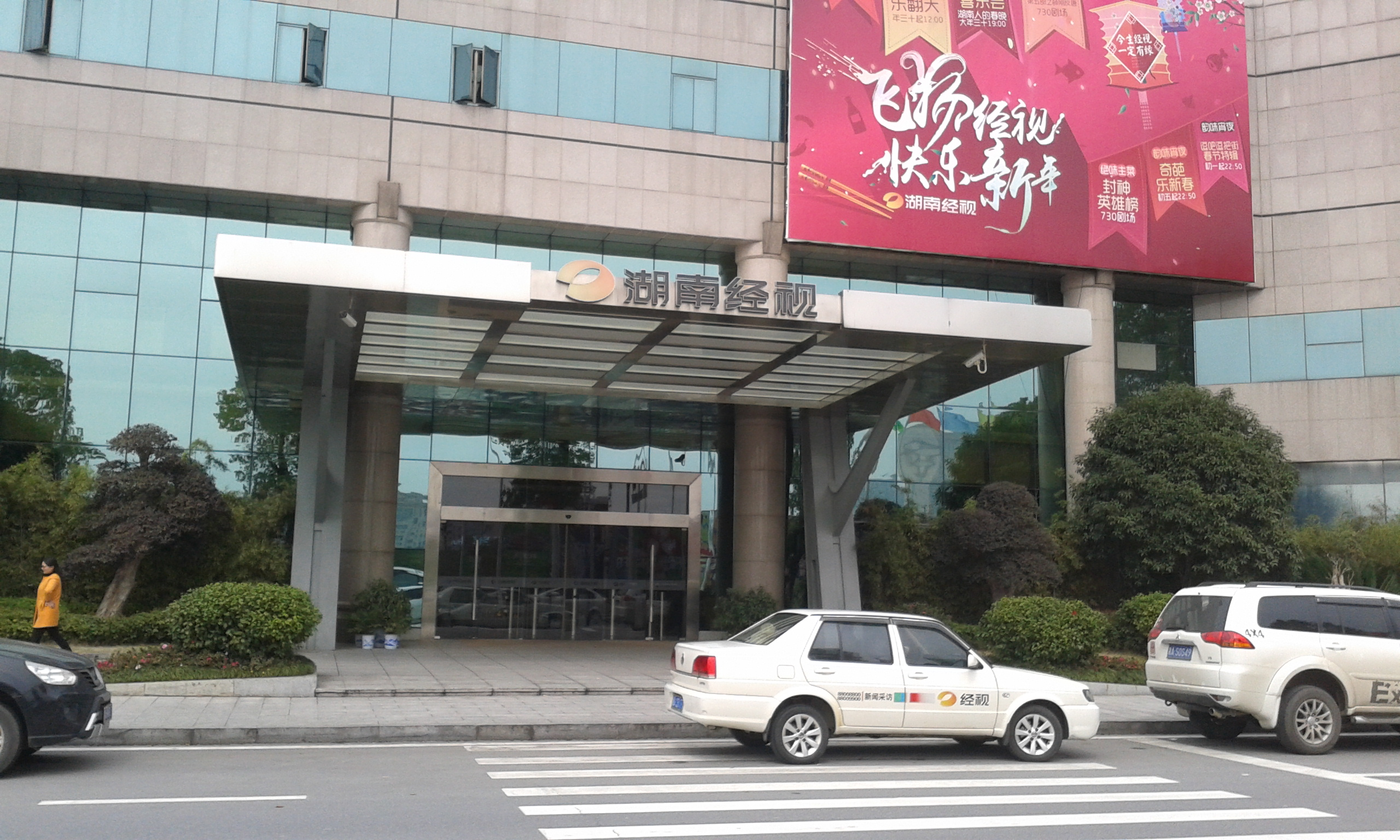
湖南經視門口

### 1990年代
1995年12月18日，湖南经济电视台开始试播节目。1996年1月1日正式开播。1996年，《经视新闻》首开中国电视新闻直播先河。1998年抗洪救灾，实现了24小时连续直播，成为当时省防指获得抗洪前线最新信息的首选。

## 争议事件

### 《今夜IMAX》被指抄袭
2017年6月，有日本网友爆料称，湖南经视涉嫌抄袭日本电视台的一档新闻节目，成为日本推特上的热门话题。根据对比 （页面存档备份，存于），该台在2013年推出的节目《今夜iMAX》，与日本NTV的王牌新闻节目《NEWS ZERO》相似度相当之高。其中，节目的片头音乐、场景布置、主持人站位，甚至是地板设计都非常相似。
事实上，该节目因为收视低迷，没过多久于2014年停播了，之后对于版权著作早有意识。